# حملة إليزابيث وارن الرئاسية لعام 2020

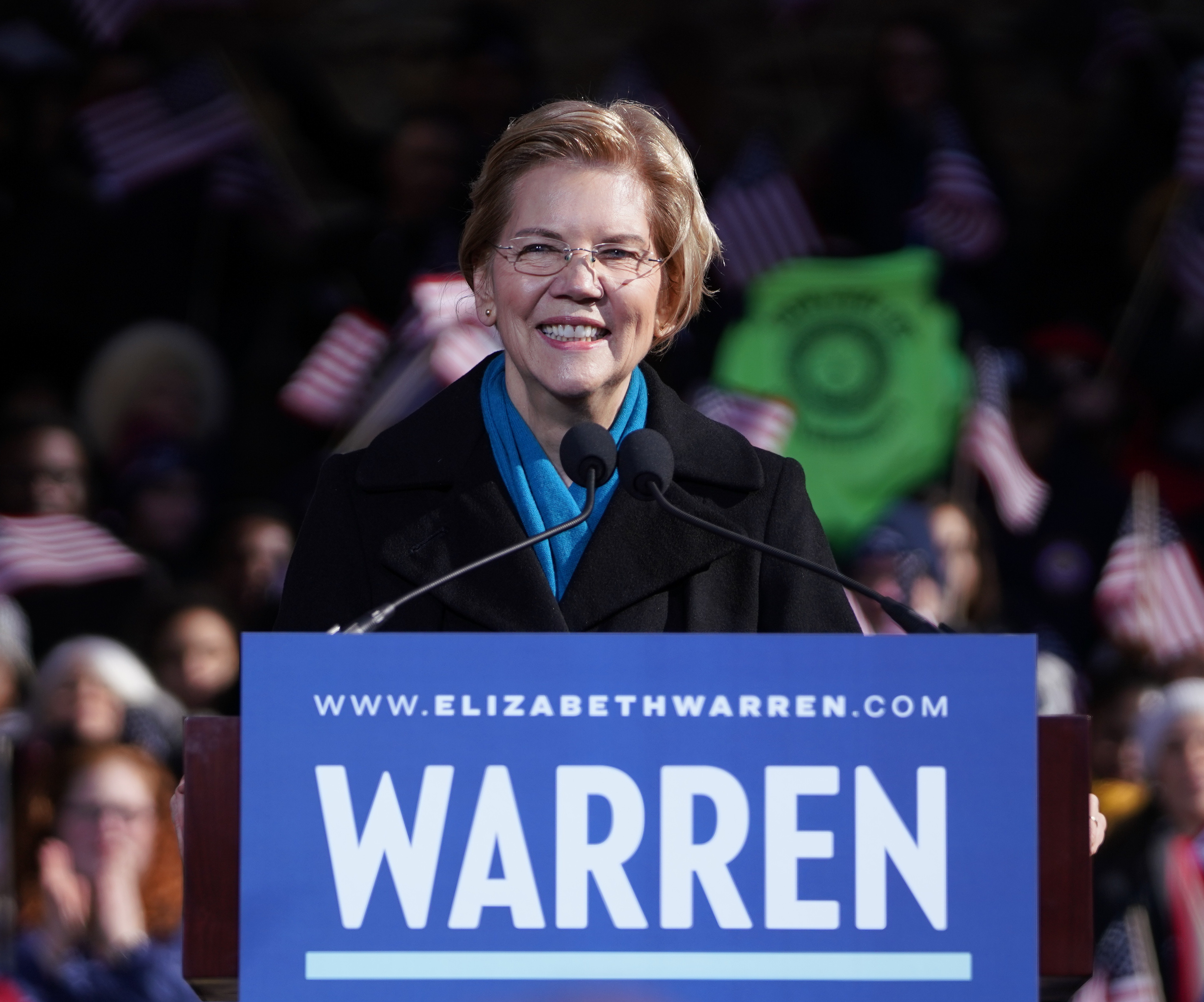

حملة إليزابيث وارن الرئاسية لعام 2020 هي حملة لعضو مجلس الشيوخ الأمريكي من ولاية ماساتشوستس. بدأت الحملة بإعلان وارن الرسمي في التاسع من شهر فبراير عام 2019، خلال اجتماع حاشد في مدينة لورانس ضمن ولاية ماساتشوستس، في موقع اعتصام النسيج عام 1912 في المدينة نفسها. جاء إعلانها بعد انتشار توقعات حول سعيها لمنصب الرئاسة بعدما حثها أنصارها على خوض الانتخابات الرئاسية التمهيدية للحزب الديموقراطي عام 2016. في عام 2018، اعتُبرت وارن المنافس الأول في الانتخابات الرئاسية التمهيدية للحزب الديموقراطي عام 2020.
تُعتبر وارن من أنصار التقدمية في الحزب الديموقراطي. تشمل مواقفها السياسية إنهاء جماعات الضغط، وفرض الضرائب على الأغنياء وتحديد الحد الأدنى من الأجور بـ 15 دولار في الساعة ضمن سياق الاقتصاد الرأسمالي، وتقديم الرعاية الصحية أحادية الدفع، وإلغاء ديون القروض الطلابية ودعم الصفقة الجديدة الخضراء.
بعد تحقيق وارن نتائج مخيبة للآمال في انتخابات الثلاثاء الكبير، حيث حلّت في المرتبة الثالثة في ولايتها الأم ماساتشوستس، أوقفت وارن حملتها في الخامس من مارس عام 2020. عزى المعلقون السياسيون فشلها في الفوز خلال الانتخابات الرئيسة إلى تركيز الانتخابات التمهيدية على «قابلية انتخاب» المرشح ضد المرشح الجمهوري دونالد ترمب، وشعبيتها التي بلغت ذروتها في وقتٍ مبكر من السباق الانتخابي، وعدم قدرتها على فرض شعبيتها بين أوساط الناخبين التقدميين والأكثر اعتدالًا.

## خلفية
خلال السباق الانتخابي الرئاسي عام 2016، اعتقد المعلقون السياسيون بشدة أن وارن تخطط للفوز في الانتخابات التمهيدية للحزب الديموقراطي، واعتُبرت إحدى المرشحين المفضلين للفوز بمنصب المرشح عن الحزب الديموقراطي، جراء شعبيتها لدى الجناح التقدمي من الحزب. على أي حال، قررت وارن عدم دخول السباق الرئاسي، وادعت رغبتها بـ «الاستقرار والاستمرار بعملها» داخل مجلس الشيوخ. على الرغم من ذلك، أوضحت وارن في مقابلة لاحقة مع مجلة «بلومبيرغ بيزنس ويك» في 25 يوليو عام 2019 أنها كانت ستقبل دخول سباق مرشح الحزب الديموقراطي عام 2016 بصفة نائب رئيس لو قدّمت لها المرشحة هيلاري كلينتون هذه الوظيفة.
استمرّت التخمينات حتى بعدما أنكرت وارن نيتها المشاركة في المناظرة الديموقراطية، لدرجة أن بعض عناوين الصحف جاءت كالتالي: «هل نصدق إليزابيث وارن عندما تقول أنها لن تترشح لمنصب الرئيس؟». توقف وارن فجأة عن الادعاء أنها «لن» تترشح مطلقًا لمنصب الرئيس، فمهّدت لنفسها الطريق كي تترشح مستقبلًا لمنصب رئيس الولايات المتحدة.
شاركت وارن بقوة في حملة هيلاري كلنتون، وشاركت في دور فعال ضمن الانتخابات الرئاسية عام 2016. ادعت وارن أن دونالد ترمب، المرشح المفترض عن الحزب الجمهوري وقتها، رجل غير صريح، وغير مهتم و«فاشل». تؤكد إحدى مذكرات حملة كلنتون التي حصلت عليها مجلة بلومبيرغ بيزنس ويك أن وارن كانت إحدى الشخصيات التي أُخذت بعين الاعتبار لتتبوأ منصب نائب الرئيس إن نجحت كلنتون، لكن هذا المنصب ناله عضو مجلس الشيوخ السيناتور تيم كين من ولاية فرجينيا. في شهر ديسمبر عام 2016، حازت وارن على مقعد في لجنة مجلس الشيوخ الأمريكي للخدمات المسلحة، وهو منصب وصفته صحيفة ذا بوسطن غلوب بأنه «مقعد رفيع المستوى ضمن إحدى أقوى لجان المجلس» وسيؤدي إلى «إشعال التكهنات حول احتمال ترشحها لمنصب الرئيس عام 2020».
ساعدت تكهنات وسائل الإعلام حول حملتها بتحسين صورتها وجذب إعجاب الناخبين لمنصتها، ما دفع بشبكة CNBC إلى وصفها بـ «الفائز الحقيقي في انتخابات 2016».
زكتها صحيفة بوليتيكو عام 2018 كي تكون جزءًا من «شعبة Hell–No الحزبية» برفقة مجموعة من أعضاء مجلس الشيوخ مثل كوري بوكر وكيرستن جيليبراند وكامالا هاريس وبيرني ساندرز، باعتبارها صوتت بشكل كبير لـ «إحباط مساعي مرشحي ترامب من أجل الوصول إلى الوظائف الإدارية»، هؤلاء المرشحون هم ريكس تيلرسون وبيتسي ديفوس ومايك بومبيو، حينها كان جميع أعضاء مجلس الشيوخ السابقين منافسين محتملين للانتخابات الرئاسية عام 2020. في اجتماع بلدي ضمن هوليوك ماساتشوستس في الـ 29 من سبتمبر عام 2018، قالت وارن «بعد السادس من نوفمبر، سأدقق النظر في موضوع الترشح للرئاسية» مشيرة إلى تاريخ الانتخابات الأمريكية عام 2018.

## حملتها

### اللجنة الاستقصائية
اعتُبرت وارن أول ديموقراطي رفيع المستوى يعلن عن تشكيل لجنة استقصائية، وقامت بذلك أثناء فيديو لها من 30 ديسمبر عام 2018. في ذلك الفيديو، قالت وارن أن «الطبقة الوسطى في أميريكا تتعرض لهجوم» أثناء شرحها أجندتها الاقتصادية الشعبية، مشيرة بشكل غير مباشرة إلى قانون الرأسمالية المسؤولة الذي اقترحته مؤخرًا.
لوحظ في التقارير الإخبارية التالية للإعلان انتقاد الجمهوريين لوارن جراء مواقفها الاقتصادية الليبرالية والجدل حول ادعائها المتعلق بانحدارها من سلالة أمريكية أصلية، كتب المعلق السياسي بيتر بينارت أن تقييمات اعتماد وارن المنخفضة، والتي حققت نحو 30% في تلك الفترة، تعكس «القلق الدفين لدى الأمريكان والذي يعبرون عنه مرارًا وتكرارًا تجاه النساء الطموحات». اختلفت كاتبة العمود والمعلقة السياسية كارول ماركويتز مع نظرة بينارت، فوصفت وارن بـ «الحازمة والجلفة والفظة»، مستبعدة الادعاءات المتعلقة بالتعصب الجنسي.

### الإعلان عن الحملة
في التاسع من شهر فبراير عام 2019، أعلنت وارن رسميًا نيتها الترشح للانتخابات الرئاسية في اجتماع حشد ضمن إيفريت ميلز في لورنس ضمن ولاية ماساتشوستس، في الموقع ذاته الذي جرى فيه اعتصام النسيج أو اعتصام الخبز والورود كما يُعرف عام 1912. أعلنت وارن أن روجر لاو سيكون مدير حملتها، فكان لاو أول أمريكي من أصول آسيوية يعمل مدير حملة مرشح رئاسي أمريكي.
علّقت صحيفة ذا نيويورك تايمز على حملتها قائلة أن وارن «تبعث برسائل لقادة الحزب مفادها أنها ترغب بإحياء اللجنة الوطنية الديموقراطية المحاصرة ومساعدة الحزب في استعادة مجلس الشيوخ تزامنًا مع احتفاظه بمجلس النواب عام 2020، وأنها بعيدة كل البعد عن إحداث «ثورة سياسية» على طريقة السيد ساندرز». كتبت الـ نيويورك تايمز أيضًا أن «وارن تستكمل، من خلال الاتصالات الهاتفية والنصوص والملحوظات المكتوبة يدويًا، سعيها الجازم وغير التقليدي لتبيان تحالفها مع أعضاء الحزب» وأن «العديد من المسؤولين الذين تتودد إليهم يُطلق عليهم المفوضون الخارقون، وهم قادرون على إكسابها أصواتًا مضمونة إذا استطاعت الفوز بالاقتراع الأولي».

### التطورات المبكرة
في أوائل شهر أكتوبر عام 2019، طردت الحملة مدير التنظيم الوطني، ريتش مكدانيل، جراء اتهامات بـ «السلوك غير اللائق» عقب تحقيق أجراه مجلس خارجي.
خلال الحملة، أكدت وارن أنها طُردت من أول وظيفة تدريسية لها بعدما علم مدير المدرسة أنها حبلى في نهاية العام المدرسي سنة 1971. في أكتوبر عام 2019، اكتشفت عدة وسائل إعلام الدقائق المخصصة لاجتماعات مجلس المدرسة، ما يشير إلى تلقي وارن فرصة عمل من مديرها في العام الدراسي 1971–1972، وأن تسجيلها قُبل لاحقًا مع الاعتذار من طرف المجلس. على أي حال، لم تغيّر وارن أقوالها السابقة.
في الثاني والعشرين من شهر نوفمبر عام 2019، أُعلن عن اختيار النواب آيانا بريسلي (ولاية ماساتشوستس) وديب هالاند (ولاية نيو مكسيكو) وكاتي بورتر (ولاية كاليفورنيا) لمناصب الرئاسة المشتركة للحملة، وجميع النائبات السابقات أعضاء بارزات في الشعبة التقدمية لمجلس الشيوخ.